# Adolf Peichl
Adolf Peichl, avstrijski častnik Waffen-SS, * 8. december 1917, Dunaj, † 4. junij 1969, Dunaj.

## Napredovanja
- SS-Untersturmführer (9. november 1944)

## Odlikovanja
- 1939 železni križec II. razreda (23. avgust 1941)
- 1939 železni križec I. razreda (28. oktober 1941)
- nemški križ v zlatu (16. september 1943)
- viteški križ železnega križa (16. oktober 1944)